# Прайс, Бетси
Бетси Прайс (англ. Betsy Price) — государственный и политический деятель Соединённых Штатов Америки, занимала должность мэра Форт-Уэрта с 7 декабря 2011 года по 15 июня 2021 года.

## Биография
Родилась 21 октября 1949 года в Форт-Уэрте, штат Техас. Окончила среднюю школу в Арлингтон-Хайтсе, пригороде Форт-Уэрта. Затем продолжила обучение в Техасском университете в Арлингтоне. После окончания университета Бетси Прайс занялась бизнесом и вступила в Республиканскую партию США. В 2000 году оставила бизнес и приняла решение продолжить карьеру на государственной службе, начав работать налоговым консультантом в округе Тэррент. 7 декабря 2011 года была избрана на должность мэра Форт-Уэрта, сменив на этом месте Майка Монкрифа. Бетси Прайс замужем за Томом Прайсом, у них трое взрослых детей.